# Eldar
Les Eldar (en quenya « peuple des étoiles », singulier Elda) sont un peuple imaginaire de l'œuvre de J. R. R. Tolkien.
Ce nom fut donné à tous les Elfes par le Vala Oromë. Par la suite, le nom ne désigna plus que  les Elfes des trois tribus (Vanyar, Noldor et Teleri) qui acceptèrent de quitter Cuiviénen pour le grand voyage vers Valinor, et ce qu'ils aient effectivement atteint leur destination ou pas (ceux qui l'atteignirent se firent appeler Calaquendi). Ce terme s'oppose à Avari, les Elfes qui refusèrent de suivre Oromë. Les Eldar qui atteignirent Aman furent appelés Hauts-Elfes (Tareldar) ou Elfes de Lumière (Calaquendi). Ceux qui n'atteignirent pas les Terres Immortelles, pendant le Grand Voyage, long et périlleux, furent appelés Úmanyar, «ceux qui ne sont pas à Aman». Parmi eux les Nandor, Sindar, et Laiquendi. Les Úmanyar et les Avari forment les Moriquendi (ou elfes de nuit), ceux qui ne virent jamais la lumière des arbres.